# 이상 유체

이상 유체의 응력 에너지 텐서는 오직 대각선 요소만 포함한다.

이상 유체는 정지 좌표계의 밀도 ρ와 등방 압력 p로 완전히 특징지어지는 유체이다.
실제 유체는 점성이 있고, 열을 포함하며 전도한다. 이상 유체는 이런 가능성들을 무시하는 이상적인 모델이다. 특히 이상 유체는 전단 응력, 점성, 열전도가 없다.
텐서 표기법에서 이상 유체의 응력 에너지 텐서는 다음과 같이 쓸 수 있다.
{\displaystyle T^{\mu \nu }=\left(\rho +{\frac {p}{c^{2}}}\right)\,U^{\mu }U^{\nu }+p\,\eta ^{\mu \nu }\,}
U는 유체의 속도 벡터장을 뜻하며, {\displaystyle \eta _{\mu \nu }}는 민코프스키 시공간의 계량 텐서이다.
이상 유체는 특히 양자화를 유체에 적용하기 위해 장 이론에서 사용되는 테크닉을 허용하는 라그랑지언 식을 쓸 수 있다. 이 식은 일반화가 가능하지만, 열전도와 이방성 응력을 이 일반화 식에서 다뤄지지 않는다.
이상 유체는 별의 내부나 등방성 우주 같은 물질의 이상적인 분포 모형을 만들기 위해 일반 상대성 이론에서 사용된다. 후자의 경우, 이상 유체의 상태 방정식이 우주의 진화를 기술하기 위한 프리드만-르메트르-로버트슨-워커 계량 식 안에 사용되기도 한다.

## 같이 보기
- 상태 방정식
- 이상 기체
- 일반 상대성이론에서 유체의 엄밀해

## 참고 문헌
- The Large Scale Structure of Space-Time, by S.W.Hawking and G.F.R.Ellis, Cambridge University Press, 1973. ISBN 0-521-20016-4, ISBN 0-521-09906-4 (pbk.)